# 皮洛朗斯
皮洛朗斯（法語：Puylaurens，法語發音：[pɥiloʁɛ̃s]），法国南部城市，奥克西塔尼大区塔恩省的一个市镇，隶属于卡斯特尔区，其市镇面积为81.83平方公里，2022年1月1日时人口数量为3,212人，在法国城市中排名第3,499位。
皮洛朗斯位于塔恩省南部，是一个区域性的中心城市。

## 地名来源
“Puylaurens”一名转写自其奥克语形式“Puèglaurenç”，其中“Puèg”意为“丘陵”，“laurenç”则出自人名“Laurens”。
此外，因翻译标准不同，“Puylaurens”在部分汉语资料中又被译为皮洛朗。

## 历史
皮洛朗斯的早期历史尚不清楚。根据当地官方网站的论述，皮洛朗斯境内曾发现旧石器时代的人类活动工具。中世纪时皮洛朗斯为图卢兹伯国的一部分，阿尔比十字军期间大批卡特里派教徒曾聚集于皮洛朗斯，战后路易九世在此修建了一所监狱。宗教战争期间，皮洛朗斯的大部分居民皈依新教，当地民众多次爆发反对路易十三及黎塞留的大规模游行，此后皮洛朗斯城墙根据皇令被拆除。1660年，原位于蒙托邦的新教学院迁至皮洛朗斯。法国大革命后，皮洛朗斯成为塔恩省的一个市镇。二十世纪初，途径皮洛朗斯的塔恩-上加龙地方铁路建成通车，后于二战前夕关闭。
在行政区划方面，皮洛朗斯在1800至2015年间为皮洛朗斯县的县治。

## 地理

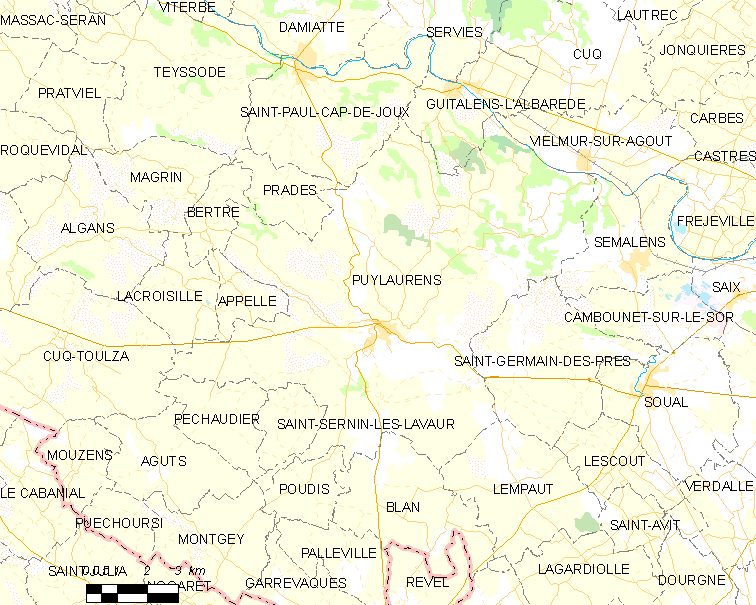
皮洛朗斯市镇范围地图

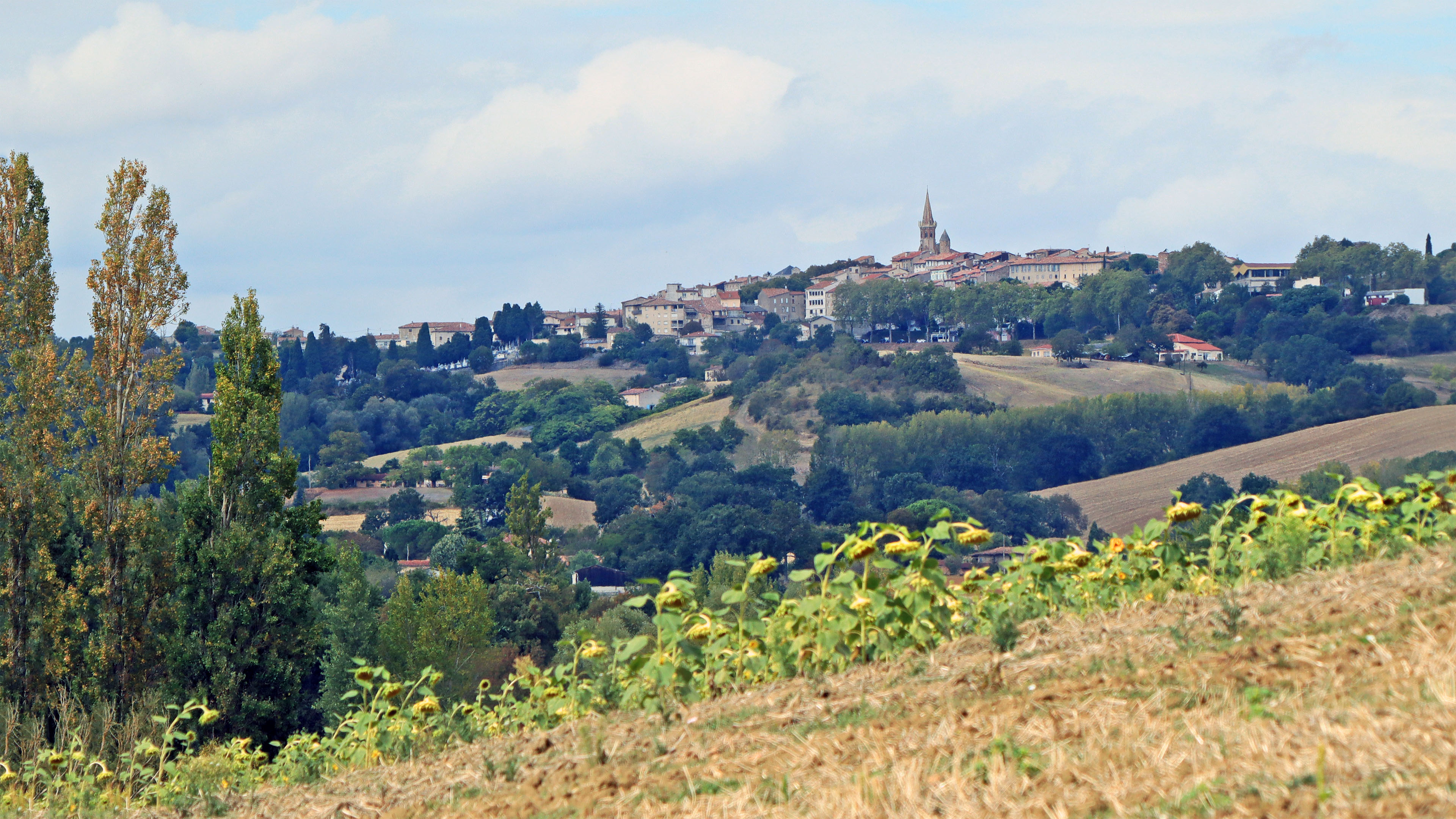
远眺皮洛朗斯市区

皮洛朗斯位于法国南部，奥克西塔尼大区中南部和塔恩省南部，距离省会阿尔比大约52公里。与皮洛朗斯接壤的市镇包括：阿佩勒、贝特尔、布朗、屈克图尔扎、吉塔朗斯-拉尔巴雷德、朗波、拉克鲁瓦西耶、蒙热、普拉德、普迪、佩绍迪耶、圣塞尔南莱拉沃尔、圣保罗卡普德茹、圣日耳曼代普雷、塞马朗斯和阿古河畔维耶尔米。

### 地形
皮洛朗斯位于阿基坦盆地与法国中央高原之间的过渡地带，卡斯特赖地区腹地，境内以浅丘和丘陵为主，市镇中心位于一处坡地地带，地势自南向北有所抬升，部分区域起伏明显，全境海拔在147到372米之间。

### 水文
皮洛朗斯位于加龙河和奥德河两个流域的分水岭处，加龙河右岸一级支流日鲁河发源于皮洛朗斯，而其境内南侧的科迪耶斯溪（ruisseau de Caudiès）和东部的阿尔里克溪（ruisseau d'Alric）则属于奥德河流域。

### 植被
皮洛朗斯属于温带阔叶混交林区，林地散落分布于市镇范围内的多个区域。
在鲜花城市的评比中，皮洛朗斯暂未被评级。

### 气候
皮洛朗斯在柯本气候分类法中属于带有一定大陆性特征的温带海洋性气候（Cfb）。

## 行政区划
皮洛朗斯的市镇编号为81219，邮政编号为81700。
在行政管理方面，皮洛朗斯隶属于法国奥克西塔尼大区塔恩省卡斯特尔区；在地方选举方面，皮洛朗斯隶属于勒帕斯泰勒县，其市镇范围全境被划入塔恩省第三选区；在社会管理方面，皮洛朗斯是索尔河-阿古河市镇公共社区的组成部分。
截至2024年6月，皮洛朗斯市镇范围内暂无任何城市敏感街区及城市政策优先街区。
法国国家统计与经济研究所（简称）在进行数据统计时，未将皮洛朗斯划入任何城市核心区（Unité urbaine）、城市区（Aire urbaine）及城市辐射区（Aire d'attraction）。此外，还将皮洛朗斯市镇整体看作一个“块区”（IRIS），以便于统计人口分布情况。

## 交通

### 公路
法国国道N126线和塔恩省省道D12线、D44线、D51线、D84线、D92线在皮洛朗斯境内交汇。奥克西塔尼大区公共交通（商业名称为“liO”）下属的城际客运760线经停皮洛朗斯，可通往图卢兹、苏阿勒、卡斯特尔等地。
2020年，71.6%的皮洛朗斯家庭拥有至少一辆私人汽车。2021年，皮洛朗斯境内共发生各类交通事故4起，造成3人遇难，5人受伤，其中2人重伤。
| 21 | 41 |

|  | 33 |

| 阿尔比 | 52 |

| 加雅克 | 46 |

| 卡斯特尔 | 21 |

| 苏阿勒 | 9 |

| 图卢兹 | 50 |

| 勒韦勒 | 15 |

### 铁路
距离皮洛朗斯最近的运营中的客运铁路车站为12公里外的达米亚特-圣保罗站，该站停靠往返于图卢兹和马扎梅一线的区域列车。

### 航空
皮洛朗斯距离卡斯特尔-马扎梅机场的公路里程大约25公里。

### 城市公共交通
截至2024年6月，皮洛朗斯暂无城市公共交通系统。

## 政治

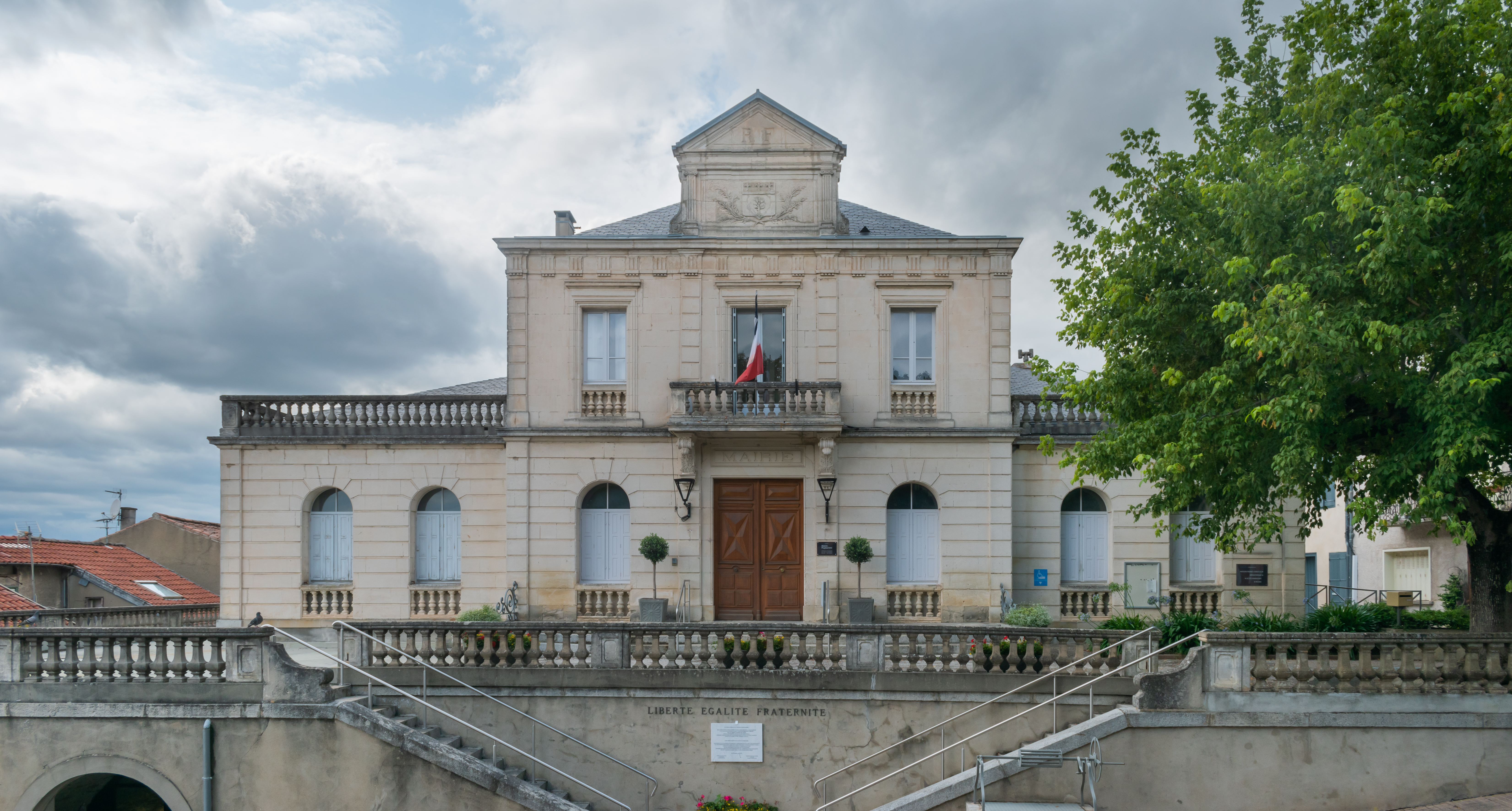
皮洛朗斯市政厅

皮洛朗斯的现任市长为让-路易·奥尔米埃先生（Jean-Louis HORMIÈRE），他是一名无党派人士，在2020年的市政选举中获得了55.21%的支持率。
在2022年的法国总统大选的第二轮选举中，法国极右翼政党国民阵线主席玛丽娜·勒庞在皮洛朗斯获得了50.29%的支持率。

## 人口
2021年，皮洛朗斯市镇人口数量为3,204，在法国排名第3,499位。其中男性1,564人，女性1,630人，75岁及以上人口占11.1%，外籍人口数量为81人，人口密度为39人/平方公里，当地居民被称为（男性）或（女性）。2022年，皮洛朗斯境内出生38人，死亡人口52人。
| 皮洛朗斯1901年－2021年人口变化情况 |
|                                    |
| 数据来源：Cassini、INSEE           |

## 经济
截至2024年6月，皮洛朗斯市镇范围内共有各类用人单位（包含自雇）700家，平均历史为18年，其中99.68%为中小型企业（PME），2024年4月至6月间，当地的经济活力指数为0。（纺织品加工）、（休闲设备租赁）及（管道工程）是当地2022年营业额最高的三个企业，分别为654,132欧元、433,705欧元和347,664欧元。

## 财政与居民收入
2022年，皮洛朗斯的财政收入总额为3,034,390欧元，财政支出总额为2,503,980欧元，当年的债务总额为1,990,900欧元。2022年，皮洛朗斯市镇通过增值税获得156,440欧元的收入，此外当地还共获得了246,310欧元的国家直接财政补助。
| 皮洛朗斯居民收入情况                             | 皮洛朗斯居民收入情况 | 皮洛朗斯居民收入情况  | 皮洛朗斯居民收入情况 |
| 内容                                             | 皮洛朗斯             | 法国                  | 统计年份             |
| ------------------------------------------------ | -------------------- | --------------------- | -------------------- |
| 征税家庭总数                                     | 1,473                | 1,081（法国市镇平均） | 2022年               |
| 居民平均月收入                                   | 2,249欧元            | 2,435欧元             | 2022年               |
| 高级职员人均月收入                               | 3,878欧元            | 4,331欧元             | 2021年               |
| 中级职员人均月收入                               | 2,269欧元            | 2,470欧元             | 2021年               |
| 普通职员人均月收入                               | 1,886欧元            | 1,801欧元             | 2021年               |
| 贫困率                                           | 15%                  | 14.5%                 | 2020年               |
| 青壮年（15至64岁）失业率                         | 12.4%                | 7.4%                  | 2020年               |
| 征税家庭数量占比                                 | 35.6%                | 45.5%                 | 2020年               |
| 家庭年均纳税                                     | 2,734欧元            | 4,393欧元             | 2022年               |
| 资料来源：INSEE、L'Internaute、Le Journal du Net |                      |                       |                      |

## 社会事务

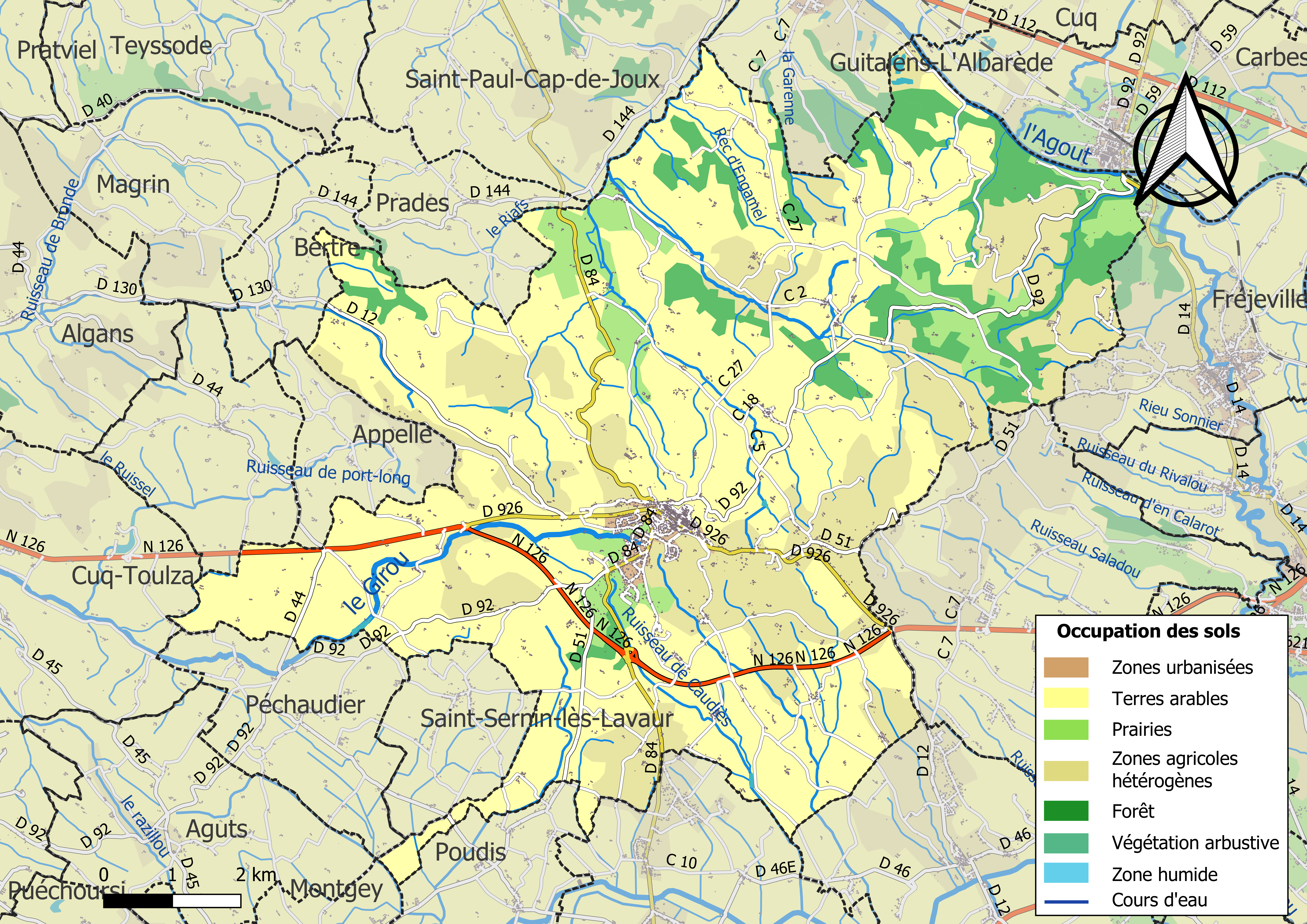
皮洛朗斯土地利用情况地图

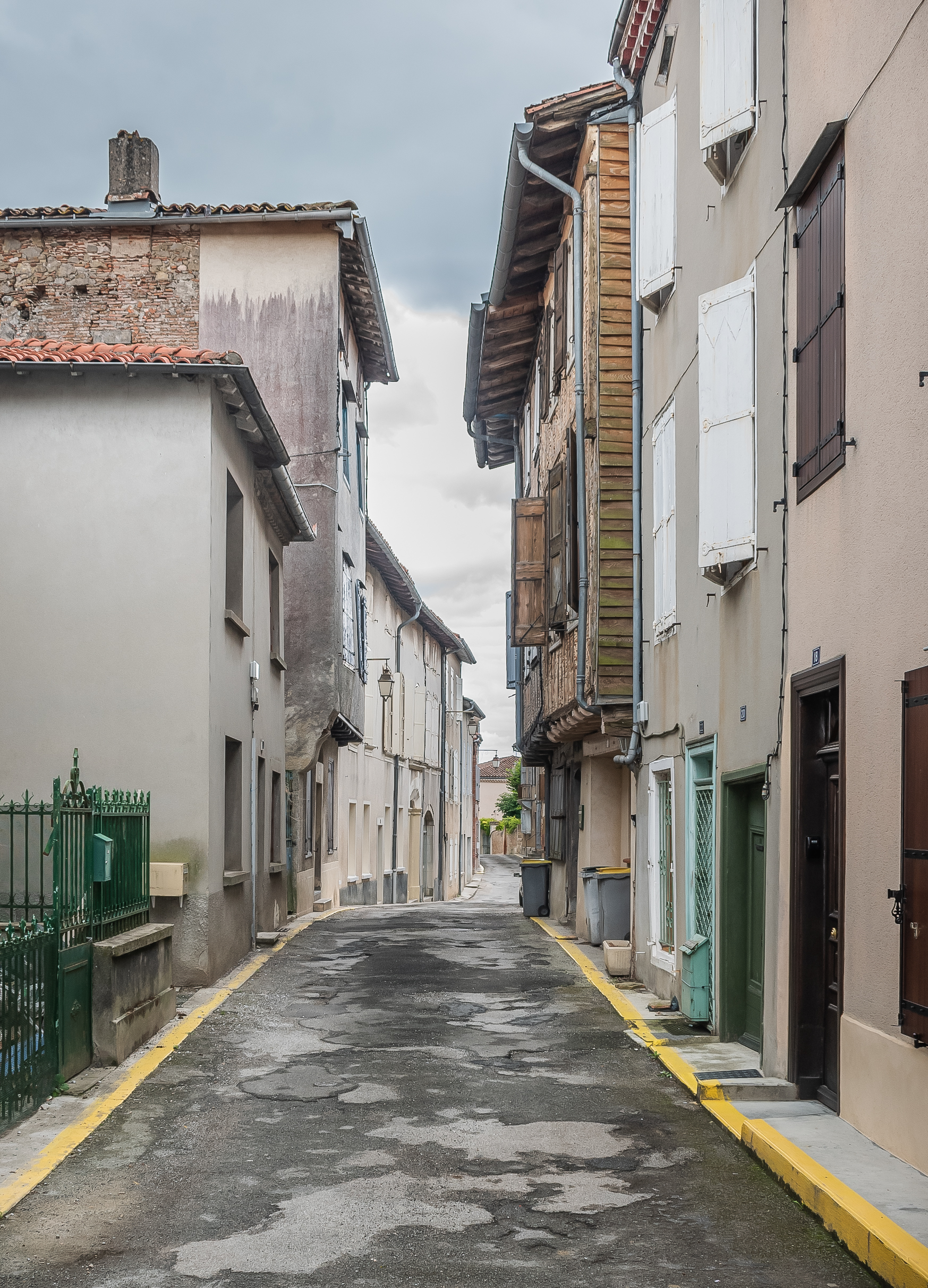
卡斯泰勒角街

### 教育
皮洛朗斯属于图卢兹学区。截至2021年1月1日，皮洛朗斯境内共有2所小学、1所初级中学。2022至2023学年度，皮洛朗斯境内共有在校中等教育阶段学生430名。

### 医疗
截至2021年1月1日，皮洛朗斯境内共有全科医生3名、保健师9名、牙医4名、护士10名和助产士3名。境内共有药房1家、养老院1家。
距离皮洛朗斯最近的区域性医疗机构为卡斯特尔-马扎梅中心医院（Centre Hospitalier Intercommunal Castres-Mazamet），其主病区欧唐地区医院（Hôpital du Pays d'Autan）位于卡斯特尔市区南部，距离皮洛朗斯市区的正常车程大约24分钟，该院设有床位349个。

### 住房
2020年，皮洛朗斯境内共有各类住房1,834套，其中84.4%为独立式住宅，15.4%为集中式住宅。常住房屋占皮洛朗斯市镇范围内居民建筑总量的78.3%。
在住房保障政策方面，2022年，皮洛朗斯境内共有221户家庭获得了住房经济补助，受益人数占总人口数量的6.9%，其中210份为房租补助。

### 商业
2021年，皮洛朗斯境内共有各类实体商铺70家，其中餐厅7家、大型超市2家、面包房3家、肉铺2家、书店1家、银行门店2家、美容美发店3家、汽车维修店4家。皮洛朗斯镇中心建有一家家乐福和Intermarché超市。

### 体育
2021年，皮洛朗斯境内共有1家游泳池、2间体育馆、1座综合体育场、4处网球场、2处马术场、2处足球或橄榄球场以及1处篮球或排球场。
截至2024年6月，皮洛朗斯前进体育会（AS Entente Puylaurentaise，编号513294）是皮洛朗斯境内唯一的一家注册足球俱乐部，其主队2024至2025赛季参加塔恩省足球联赛乙组（法国第十级别），其主场为巴加泰勒球场（Stade de Bagatelle）。

### 环境
皮洛朗斯的环境事务由其所属的索尔河-阿古河市镇公共社区联合各级政府协调负责。2021年，皮洛朗斯境内共有1家污染企业。

### 治安
2021年，皮洛朗斯市镇范围内有1处宪兵队。
皮洛朗斯及其附近的共126个市镇是卡斯特尔国家宪兵队（zone gendarmerie de Castres）的管辖范围。2020年，该宪兵队累计记录各类案件2,960起，其中盗窃类案件1,205起，经济类案件423起，毒品交易类案件222起。

## 文化

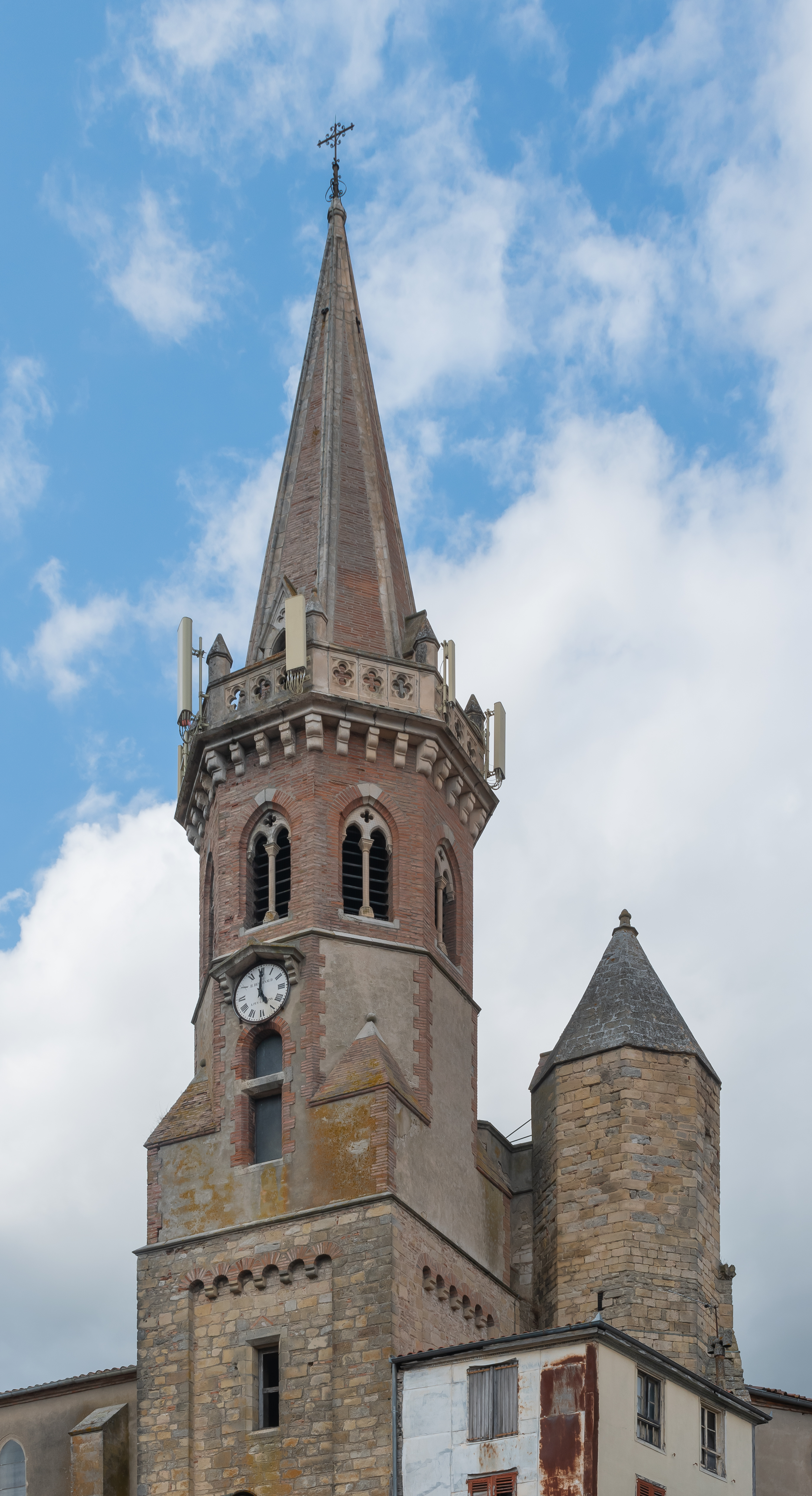
圣母教堂塔楼

2021年，皮洛朗斯境内暂无任何文化设施。皮洛朗斯境内建有市政多媒体中心（Médiathèque municipale），每周二、三、五、六向公众开放。

### 建筑
皮洛朗斯境内有多处历史建筑，其中镇中心的滨湖圣母教堂（Église Notre-Dame-du-Lac de Puylaurens）是当地的地标性建筑物。

### 旅游
皮洛朗斯的旅游事务由其所属的索尔河-阿古河市镇公共社区联合各级政府协调负责。2023年，皮洛朗斯境内共有1家酒店共计10间房间。

### 媒体
法国主要的媒体均可在皮洛朗斯接收，法国电视三台下属的奥克西塔尼大区频道在部分时段播出皮洛朗斯所在塔恩省的地方新闻。《南部追寻》、《自由塔恩周报》、RADIOM、蓝色法兰西奥克西塔尼广播等是当地主要的地方性媒体。

## 相关人物
法国女政治家安娜·拉佩鲁兹出生于皮洛朗斯。

## 友好城市
截至2024年6月，皮洛朗斯共与一座城市建立了友好城市关系：
- 義大利 穆拉佐